# Bailliage d'Aire-sur-la-Lys
Le bailliage est un ancien édifice administratif de la ville d'Aire-sur-la-Lys (Pas-de-Calais, France), classé monument historique.

## Historique
Le bailliage — appelé ainsi car il a accueilli à plusieurs reprises le tribunal du bailli aux XVIIe et XVIIIe siècles — a été originellement bâti pour servir de corps de garde à la milice de la ville. Les réglementations militaires du temps expliquaient la fonction d'un tel bâtiment : "Un corps de garde est un poste où l'on met plusieurs soldats qui se relèvent de temps en temps, et qui relèvent aussi les sentinelles. Il se dit non seulement du lieu, mais aussi des soldats qui y sont postés pour s'y défendre, soit au champ, soit dans la ville. Les soldats du Corps de garde veillent à garder un poste, un passage, une place...".
Désiré par les Magistrats de la cité de la fin du XVIe siècle, le bailliage est officiellement demandé à l'Autorité de Bruxelles en 1595. Deux ans tard, selon des lettres du 7 novembre 1597 l'Échevinage obtenait l'autorisation de lever un impôt sur la consommation de la bière et du vin afin de financer la construction du lieu. Un temps, les bénéfices de ces taxes allèrent à la logistique de la nourriture des troupes wallonnes stationnées à Aire alors qu'Arras et Amiens sont assiégées. L'imposition se prolongea jusque 1604.

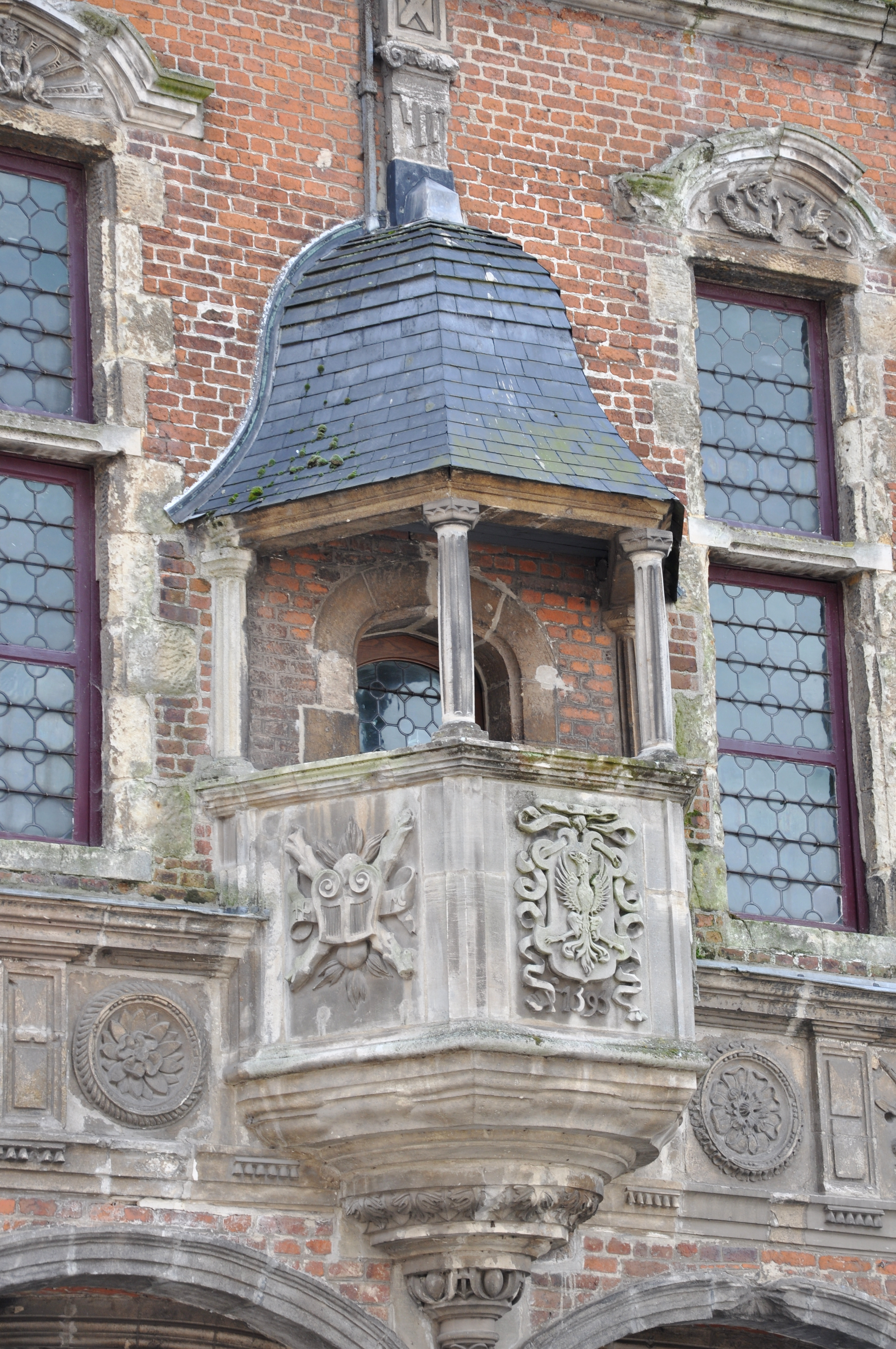
Bretèche

Le bailliage a été inauguré le 22 novembre 1600 après quelques mois de travaux seulement — le bâtiment ne fut cependant achevé que quelques années plus tard. La rapidité de la construction s'explique par le fait que l'architecte Pierre Framery se soit largement inspiré de l'ancien Hôtel de Ville d'Amsterdam (nl), disparu en 1651. Cependant, une réelle inauguration ne pouvant avoir lieu qu'avec un banquet, ce dernier a lieu en 1603, réunissant les autorités et les artisans qui construisirent le bailliage.
L'édifice a été restauré en 1871-1872 par l'architecte de la commune Magnard et le sculpteur Louis Noël. Il est de nouveau remis en état en 1906 par M. P. Paquet et le sculpteur A. Geoffroy. Endommagé pendant la Première Guerre mondiale, il est de nouveau restauré entre 1921 et 1925, en particulier la bretèche a été refaite entièrement à l'identique en 1925.
Le bailliage est installé à l'angle de la Grand'Place, de la rue du Bourg et de la rue d'Arras et se situe à quelques mètres à peine de l'Hôtel de Ville.

## Architecture

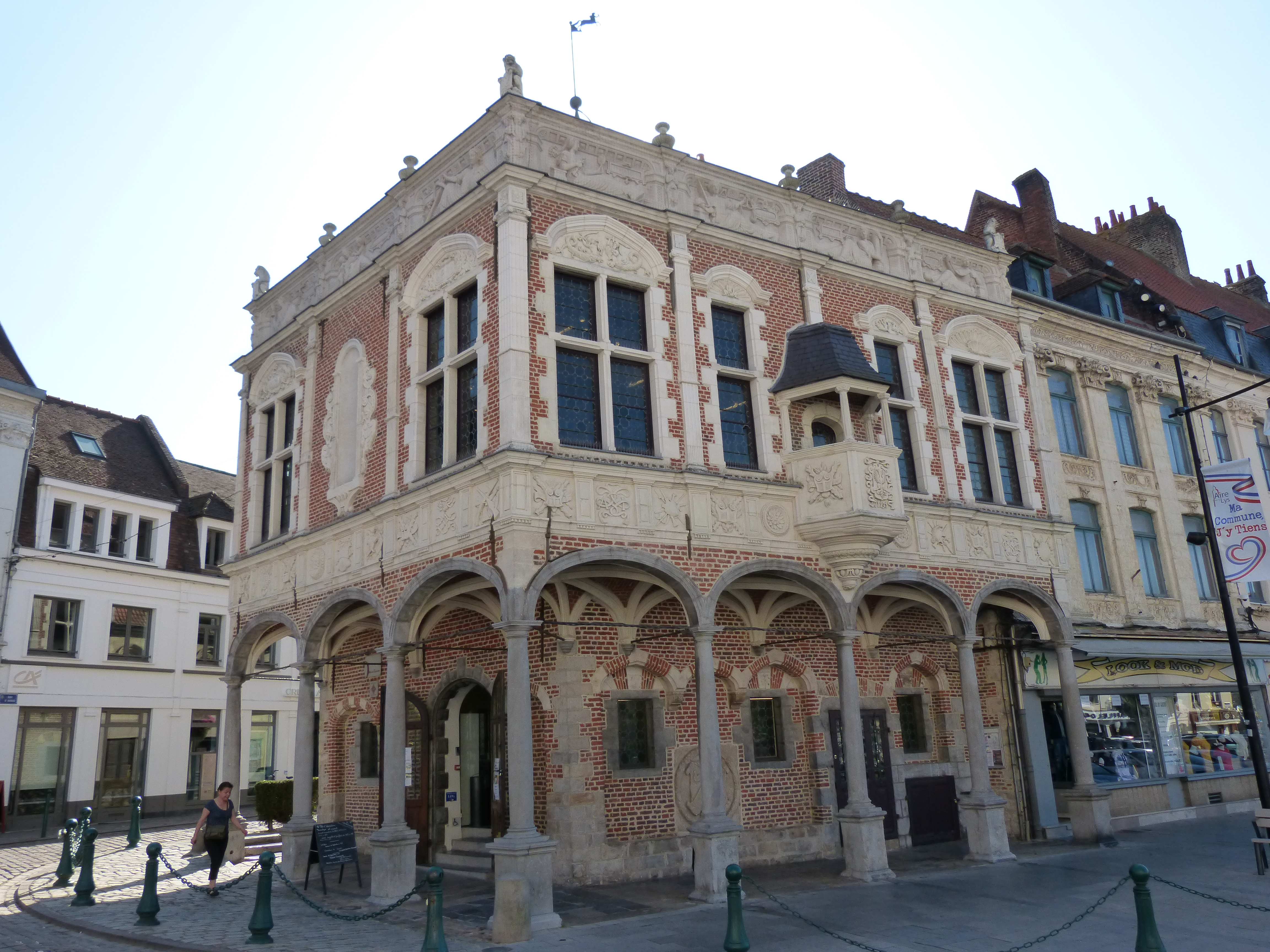
Côté nord sur la Grand'Place.

L'édifice, de conception flamande et de style Renaissance, se présente comme un quadrilatère irrégulier de 125 m2 de surface au sol. Il comporte quatre niveaux, la cave, la salle du rez-de-chaussée, la grande salle du premier étage et les combles. Un escalier de bois — dont la rampe est d'origine — relie le rez-de-chaussée à la salle du premier étage, la plus grande du bâtiment (10 x 11 mètres).
Les façades sont richement ornées et font la renommée de l'édifice. De fines colonnes de pierre bleue supportent des arcades donnant sur la Grand'Place et la rue du Bourg. Le reste est construit en brique rouge et craie blanche sculptée, avec un peu de grès dur gris en soubassement du rez-de-chaussée. Au sommet de l'édifice, une frise comporte les attributs de la Toison d'or et est surmontée de statues représentant les trois vertus théologales, les quatre vertus cardinales, les quatre éléments et un dernier personnage non identifié. Rue du Bourg, deux cartouches « ANNO » et « 1600 » indiquent la date de construction du bâtiment.

## Utilisations
Le bailliage a connu de multiples utilisations, d'Hôtel de Ville provisoire à commissariat de police aux XIXe et XXe siècles. Il accueille depuis 1970 l'Office de tourisme d'Aire-sur-la-Lys. La grande salle de l'étage est quant à elle utilisée pour des expositions temporaires.
Le bailliage a été classé Monument historique en 1886.